# Nisaetus
Nisaetus (лат.) — род хищных птиц из семейства ястребиных (Accipitridae). Распространены в тропических районах Азии. Обитают в лесистой местности. Птицы среднего размера с закругленными крыльями, длинными оперенными ногами и гребнем на голове.

## Классификация
Традиционно все виды относили к роду хохлатых орлов (Spizaetus), но молекулярно-филогенетические исследования показали, что виды Старого Света ближе к монотипическому роду орлов-яйцеедов (Ictinaetus), и были переведены в восстановленный род Nisaetus.
В состав рода включают 10 видов:
| Изображение | Научное название                                 | Русское название           | Распространение                                                                                             |
| ----------- | ------------------------------------------------ | -------------------------- | --- |
|             | Nisaetus alboniger Blyth, 1845                   | Пестрогрудый хохлатый орёл | Малайский полуостров, Сингапур, Суматра и Калимантан                                                        |
|             | Nisaetus bartelsi (Stresemann, 1924)             | Яванский хохлатый орёл     | Ява |
|             | Nisaetus cirrhatus (Gmelin, 1788)                | Изменчивый хохлатый орёл   | Индия и Шри-Ланка, а также от юго-восточного края Гималаев через Юго-Восточную Азию до Индонезии и Филиппин |
|             | Nisaetus floris (Hartert, 1898)                  |                            | Малые Зондские острова (Флорес, Ломбок, Сумбава)                                                            |
|             | Nisaetus lanceolatus (Temminck & Schlegel, 1845) | Сулавесский хохлатый орёл  | Сулавеси и близлежащие острова Бутунг, Муна, Бангай и Сула                                                  |
|             | Nisaetus nanus (Wallace, 1868)                   | Джунглевый хохлатый орёл   | Бруней, Индонезия, Малайзия, Мьянма и Таиланд                                                               |
|             | Nisaetus nipalensis Hodgson, 1836                | Горный хохлатый орёл       | от Индии и Непала до Таиланда, Тайваня, Индонезии и Японии                                                  |
|             | Nisaetus kelaarti (Legge, 1878)                  |                            | от южной Индии до Шри-Ланка                                                                                 |
|             | Nisaetus philippensis Gould, 1863                | Филиппинский хохлатый орёл | Филиппины                                                                                                   |
|             | Nisaetus pinskeri (Preleuthner, Gamauf, 1998)    |                            | Филиппины (острова Лейте, Самар, Негрос и Минданао)                                                         |